# Wilhelm Leche
Jacob Wilhelm Ebbe Gustaf Leche (født 4. september 1850 i Helsingborg, død 29. januar 1927 i Stockholm) var en svensk zoolog.
Leche blev student i Lund 1870 og dr.phil. 1877. Han var amanuensis ved den geologiske institution 1873—77, 1876—80 docent i zoologi i Lund, blev 1880 lærer og 1884 professor i zoologi ved Stockholms Højskole, ved hvilken han stiftede den zootomiske institution. Leche studerede anatomi i Heidelberg, under Carl Gegenbaur, samt i München og Berlin og desuden embryologi (1883—84) i Messina og Napoli. Han har væsentlig beskæftiget sig med de højere hvirveldyr og leveret en række arbejder over pattedyrenes anatomi; gennem disse arbejder søgte han at begrunde en klarere og rigtigere systematisk opfattelse af forskellige pattedyrordener end den, man tidligere havde. I den senere tid har han væsentlig været beskæftiget med undersøgelser over tandsystemets udvikling og foruden sit hovedværk: Zur Entwicklungsgeschichte des Zahnsystems der Säugethiere (1895) skrevet talrige mindre arbejder over dette emne. Mellem Leches øvrige arbejder kan — foruden hans bearbejdelse af pattedyrene i Bronns Klassen und Ordnungen des Thier-Reichs — særlig 
fremhæves: Über die Säugethiergattung Galeopithecus (1886), Bemerkungen über die Genealogie der Erinaceidæ (1896) samt arbejder over pungdyrenes morfologi. I sit grundsyn på organismerne står Leche som en udpræget talsmand for descendenslæren; dette træder også tydeligt frem i det for større kredse bestemte værk: Människan, hennes uppkomst och utveckling (1909), som både i sit hjemland og i tysk oversættelse er udkommet i et par oplag.